# Rotations
Rotations is het negende muziekalbum van de fluitist Tim Weisberg. Het is zijn tweede en laatste album voor United Artists Records. Het album bevat geen enkele gegevens over waar het is opgenomen en wie er meespeelde. De bron vermeldt dat de Tower Of Power-blazers zijn ingeruild voor de Muscle Shoal Horns. Het album is een terugkeer naar de wat jazzier aanpak.

## Musici
- Tim Weisberg – dwarsfluit
- Todd Robinson – gitaar
- Doug Anderson – Fender basgitaar
- Rick Jaeger –slagwerk

met
- Chuck Leavell, Neil Larsen – keyboards
- Bill Stewart - slagwerk
- Bobbye Hall – percussie
- John Leslie Hug – akoestische gitaar
- Muscle Shoal Horns- blazerssectie

## Composities
1. All tied up (Robinson, Anderson)(5:04)
2. So good to me (idem)(3:41)
3. Power pocket (idem)(3:15)
4. Sudden Samba (Larssen)(4:50)
5. Everytime I see your smile (Robinson)(3:45)
6. There is a mountain (D. Laitch)(3:53)
7. Glide away (Anderson, Robinson)(4:00)
8. Just for you (Anderson)(3:35)